# Lovin' you (đĩa đơn của TVXQ)
Lovin' you là đĩa đơn tiếng Nhật thứ mười một của Tohoshinki, phát hành ngày 13 tháng 6 năm 2007 bởi Rhythm Zone. Ca khúc được sử dụng làm nhạc nền kết thúc cho phim truyền hình 2時っチャオ！ (NijitCHAO).

## Danh sách bài hát

### CD Only
| STT | Nhan đề                           | Phổ lời | Phổ nhạc          | Thời lượng |
| --- | --------------------------------- | ------- | ----------------- | ---------- |
| 1.  | "Lovin' you"                      | H.U.B   | Mikio Sakai       | 5:51       |
| 2.  | "五線紙" (Gosenshi)               | H.U.B   | velvetronica      | 4:59       |
| 3.  | "約束" (Yakusoku (extra NSB mix)) | H.U.B   | Kentaro Fukushima | 5:18       |
| 4.  | "Lovin' you (Less Vocal)"         |         |                   |            |
| 5.  | "五線紙 (Less Vocal)"             |         |                   |            |

### CD+DVD
CD
| STT | Nhan đề                   | Phổ lời | Phổ nhạc     | Thời lượng |
| --- | ------------------------- | ------- | ------------ | ---------- |
| 1.  | "Lovin' you"              | H.U.B   | Mikio Sakai  | 5:51       |
| 2.  | "五線紙" (Gosenshi)       | H.U.B   | velvetronica | 4:59       |
| 3.  | "Lovin' you (Less Vocal)" |         |              |            |
| 4.  | "五線紙 (Less Vocal)"     |         |              |            |

DVD
1. Lovin' You (Video Clip)
2. Offshot Movie

## Xếp hạng

### OriconSales Chart (Japan)
| Ngày phát hành      | Chart                        | Thứ hạng cao nhất | Tổng lượng bán ra | Chart Run |
| ------------------- | ---------------------------- | ----------------- | ----------------- | --------- |
| 13 tháng 6 năm 2007 | Oricon Daily Singles Chart   | 2                 |                   |           |
| 13 tháng 6 năm 2007 | Oricon Weekly Singles Chart  | 2                 | 49,495            | 12 tuần   |
| 13 tháng 6 năm 2007 | Oricon Monthly Singles Chart | 16                |                   |           |
| 13 tháng 6 năm 2007 | Oricon Yearly Singles Chart  |                   |                   |           |

### Korea Monthly Foreign Albums & Singles
| Ngày phát hành      | Chart              | Thứ hạng cao nhất | Tổng lượng bán ra |
| ------------------- | ------------------ | ----------------- | ----------------- |
| 20 tháng 6 năm 2007 | June Monthly Chart | 1                 | 6,790             |
| 20 tháng 6 năm 2007 | July Monthly Chart | 5                 | 9,255             |

### Korea Yearly Foreign Albums & Singles
| Ngày phát hành      | Chart | Thứ hạng cao nhất | Tổng lượng bán ra |
| ------------------- | ----- | ----------------- | ----------------- |
| 20 tháng 6 năm 2007 | 2007  | 14                | 10,714            |

## Ngày phát hành
| Ngày                | Quốc gia | Định dạng                   | Nhãn đĩa         |
| ------------------- | -------- | --------------------------- | ---------------- |
| 13 tháng 6 năm 2007 | Nhật Bản | CD CD+ DVD digital download | Rhythm Zone      |
| 20 tháng 6 năm 2007 | Hàn Quốc | CD CD+ DVD digital download | SM Entertainment |